# Gerbillus rupicola
Gerbillus rupicola är en gnagare i underfamiljen ökenråttor som förekommer i Afrika. Arten listas ibland i släktet Dipodillus (som IUCN klassificerar som undersläkte) och där i undersläktet Petteromys.
Detta råttdjur är med en kroppslängd (huvud och bål) av 95 till 106 mm, en svanslängd av 136 till 142 mm och en vikt av 31 till 39 g en liten ökenråtta. Den har cirka 26 mm långa bakfötter och ungefär 15 mm stora öron. Pälsen på ovansidan är rödbrun och mer eller mindre ljus med ett grått avsnitt vid roten av varje hår. Gränsen mot den vita undersidan är tydlig. Gerbillus rupicola har vita fläckar framför och bakom varje öga samt bakom varje öra. Vid slutet av den långa svansen finns en tofs av mörka hår. Arten har en diploid kromosomuppsättning av 52 kromosomer (2n=52) vad som skiljer den från Gerbillus campestris som har värdet 2n=56/58.
Utbredningsområdet ligger i Mali vid floden Niger. Arten lever i klippiga områden med glest fördelad växtlighet som gränsar till savanner. Individerna är nattaktiva och vistas på marken.
Uppskattningsvis sker inga landskapsförändringar i regioner i framtiden. IUCN listar arten som livskraftig (LC).